# North Haven (Connecticut)
North Haven è un comune di 23.908 abitanti degli Stati Uniti d'America, situato nella Contea di New Haven nello Stato del Connecticut.